# Загряжская, Наталья Кирилловна
Наталья Кирилловна Загряжская, урождённая графиня Разумовская (5 [16] сентября 1747 — 19 [31] марта 1837, Санкт-Петербург) — фрейлина Екатерины II, дочь генерал-фельдмаршала К. Г. Разумовского, знакомая и свойственница А. С. Пушкина.

## Биография

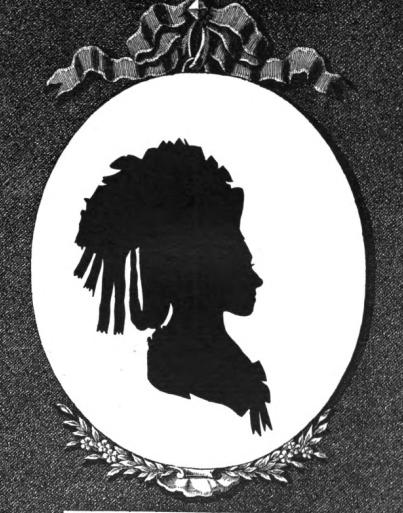
Наталья Кирилловна, 1780-е

Наталья Кирилловна Загряжская, дочь гетмана графа Кирилла Григорьевича Разумовского (1728―1803) от брака с Екатериной Ивановной Нарышкиной (1729―1771), родилась 5 (16) сентября 1747 года и была первым ребёнком в семье.
С трех лет Наталья жила в гетманской столице Глухове, потому что её отец был назначен гетманом Малороссии. Любимая дочь, она была так избалована родителями, что даже в глубокой старости с сожалением приписывала этому баловству свой капризный характер. Умная от природы, с редкими способностями, она рано начала думать и писать по-французски, но зато всю жизнь с трудом говорила и читала на родном языке; даровитая девушка получила блестящее по тому времени образование. Любимая сестра всех братьев, «сирена», как они её называли, Наталья Кирилловна имела на них исключительное и благотворное влияние, заступалась за них перед родителями, и была всегда поверенной всех их тайн.
Назначенная фрейлиной тотчас по воцарении Екатерины II и получив, не в пример другим, разрешение жить при родителях, а не при дворе, Наталья Кирилловна не торопилась выходить замуж и отказывала многим видным женихам, пока двадцати пяти лет от роду не влюбилась. Она вышла замуж (24 октября 1772 года) за вдовца Николая Александровича Загряжского (1743—1821), скромного офицера Измайловского полка, после свадьбы пожалованного в камер-юнкеры, с которым ей часто вместе приходилось дежурить при дворе. Их сблизило общее горе: Загряжский незадолго перед тем потерял свою первую жену Елизавету Николаевну, урожденную Чоглокову (двоюродную племянницу императрицы Елизаветы), а Разумовская лишилась горячо любимой матери.

Наталья Кирилловна говорила о своем браке:
Я могла бы быть счастлива, если бы не была с детства избалована, всякий другой, менее хороший человек, разошелся бы  со мной тотчас же, вследствие моего несносного характера.
Молодые поселились сначала в Петербурге, в доме графа К. Г. Разумовского на Мойке, но скоро оставили его, из-за интриг её двоюродной сестры, графини Софьи Осиповны Апраксиной, всячески старавшейся поссорить отца с дочерью, но это ей не удалось. Загряжские наняли собственную квартиру.

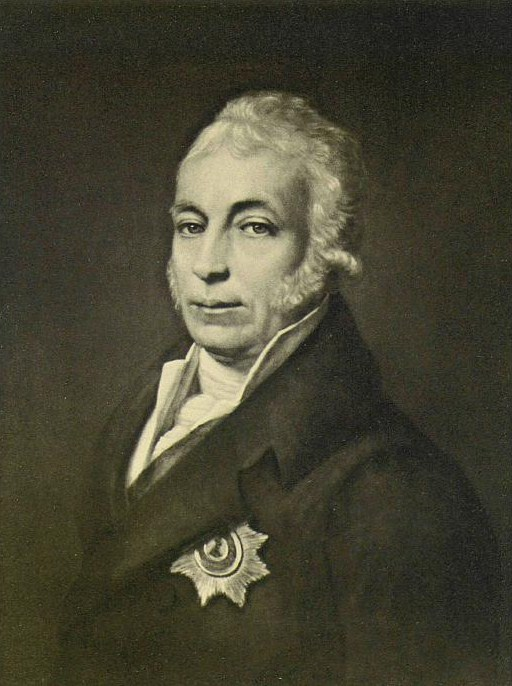
Николай Александрович Загряжский

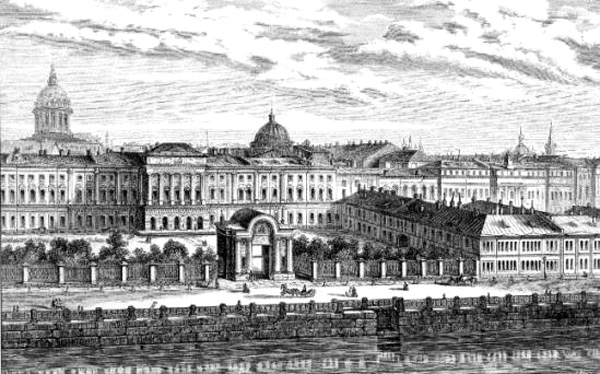
Дворец графа К. Г. Разумовского. Гравюра XIX века

Наталья Кирилловна не славилась красотой даже в молодые годы, скорее, наоборот, её можно было бы назвать дурнушкой. Но живость ума, добродушие и умение быть занимательной собеседницей привлекали к ней самых видных и интересных людей. Благодаря своему уму она сходилась с людьми самых противоположных свойств.
В 1774 году Наталья Кирилловна сблизилась с Г. А. Потемкиным, только что вернувшимся из армии, и с графом Андреем Петровичем Шуваловым и его супругою, урождённой Салтыковой; граф был почтительным её обожателем, как это видно из его стихотворений, ей посвященных.
Видное положение Натальи Кирилловны при дворе несколько пошатнулось в 1776 году — она, так же, как и её любимый брат, Андрей, находились в большой дружбе с наследником Павлом Петровичем, что вызвало неудовольствие Екатерины II. Когда Андрей Разумовский был отправлен в Ревель после кончины первой жены Павла (с которой у Андрея был роман), Наталья не прекратила общения с братом, что тоже не способствовало её фавору.
Последовавшая в 1796 году кончина Екатерины II чрезвычайно поразила и опечалила Наталью Кирилловну: она слишком хорошо знала цесаревича, чтобы не предвидеть, как грустно будет его царствование. Первое время Загряжские были в чести у императора; сам Загряжский, пожалованный в гофмейстеры, был послан вместе с Гурьевым в Мемель для встречи матери императрицы. Наталья Кирилловна была пожалована 29 мая 1798 года кавалерственной дамой ордена Св. Екатерины 2 класса. Она пользовалась доверием и расположением великой княгини Марии Федоровны, была дружна с графом Ф. В. Ростопчиным, пользовавшимся особой милостью императора.

## Воспитанница Загряжской

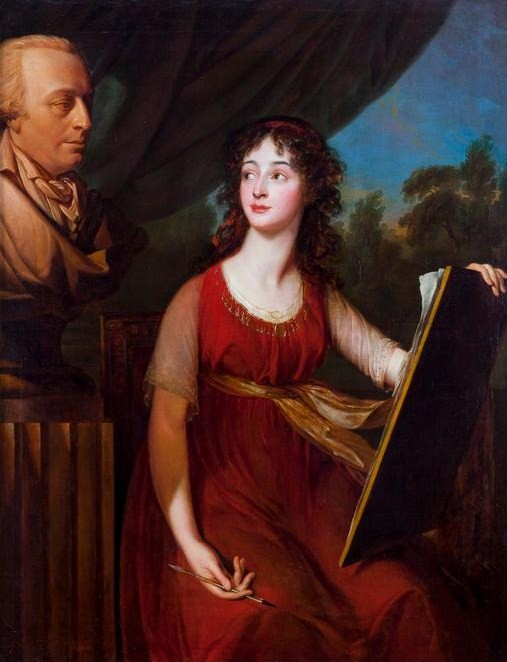
Мария Васильчикова

Вследствие своего недуга (она была горбата) Загряжская не могла иметь детей. Частенько наведываясь к своей сестре Анне Кирилловне (вступившей в брак с известным Василием Семеновичем Васильчиковым, братом фаворита Екатерины II), в Москву, Наталья Кирилловна привязалась к её дочери Марии (1779—1844) и однажды самовольно увезла с собой маленькую племянницу.
Всполошившиеся родители стали добиваться её возвращения. Но Загряжская объявила, что в случае, если ей оставят Марию, она сделает её единственной наследницей своего громадного состояния. И родные решили не препятствовать счастью дочери. Наталья Кирилловна души не чаяла в своей воспитаннице, дала ей превосходное воспитание и в 1799 году выдала замуж за В. П. Кочубея.
Эта свадьба послужила поводом для опалы Загряжской (Павел I собирался женить Кочубея на своей фаворитке А. П. Лопухиной). Вскоре Загряжская уехала из Санкт-Петербурга, сначала к отцу в Батурин, затем с Кочубеями в Дрезден; в Санкт-Петербург вернулась уже по воцарении Александра I.
Спасаясь от войны 1812 года вместе с общим потоком беженцев, Н. К. Загряжская прибыла в Тамбов. Её муж имел в Тамбове дом на Дворянской улице и имение в селе Кариане с многочисленными землями и угодьями. Дом Загряжских в Тамбове стал центром томящейся от скуки, сидящей на чемоданах толпы аристократов, потерявших московские дворцы и ждущих скорейшего окончания войны. В этом доме 27 августа 1812 года, на второй день после Бородинской битвы, родилась Наталия Гончарова — будущая жена поэта А. С. Пушкина.
После 30 лет супружества Наталья Кирилловна разъехалась с мужем, что нисколько не изменило их дружеских отношений, и поселилась в доме у племянницы М. В. Кочубей, где держала собственные апартаменты из шести комнат и довольствовалась скромным содержанием. Пользовалась огромным почетом в высших кругах Петербурга, принимала у себя особ царской фамилии. 

Держалась Загряжская независимо. Она отказала от дому царскому любимцу, военному министру А. И. Чернышеву, упекшему на каторгу своего родственника, декабриста графа З. Г. Чернышева, в расчете завладеть его наследством. Она щедро помогала бедным и покровительствовала всем, кто догадывался её об этом попросить, и ей редко отказывали…

## А. С. Пушкин и Н. К. Загряжская

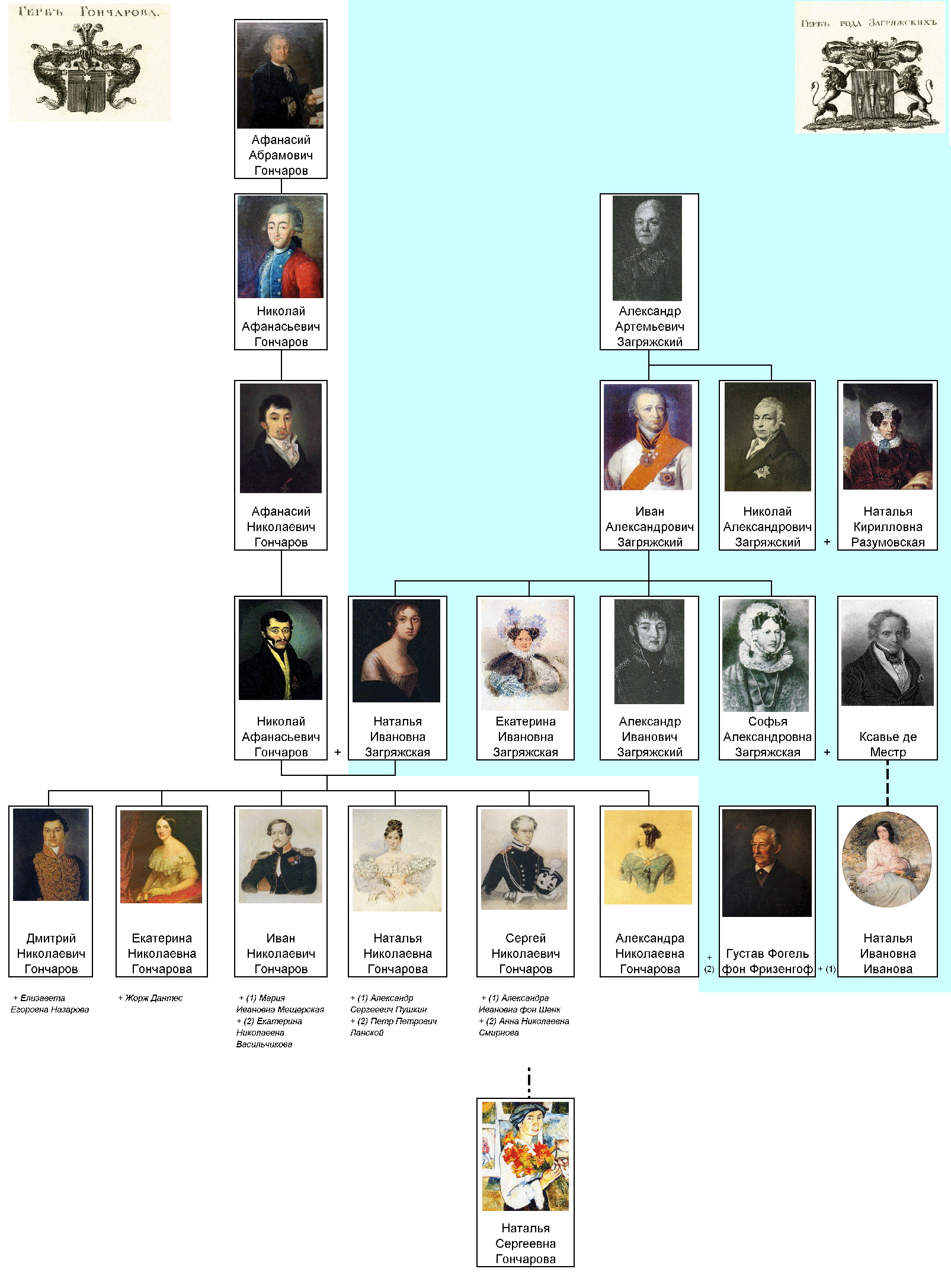
Степень родства Загряжской и Пушкина

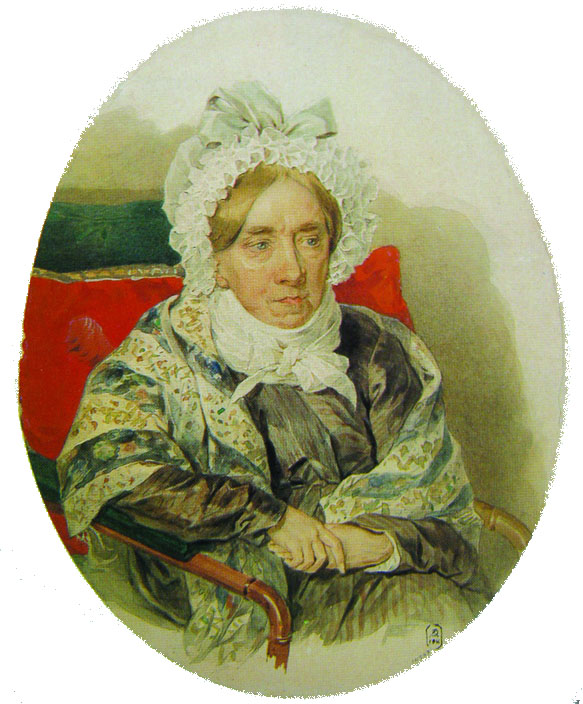
Н. К. Загряжская.
Акварель П. Ф. Соколова,1820-е гг.

Николай Загряжский был родным дядей Н. И. Гончаровой, матери жены А. С. Пушкина. Таким образом, для Пушкина старая Загряжская была живой связью с подёрнутым флёром легенды миром Потёмкина и Екатерины.

К числу лиц, познакомившихся с Натальей Кирилловной, когда она уже была в глубокой старости, принадлежали поэты Жуковский, П. А. Вяземский и А. С. Пушкин. В письме к невесте в июле 1830 года Пушкин рассказывает о посещении Загряжской:
Приезжаю, обо мне докладывают, она принимает меня за своим туалетом, как очень хорошенькая женщина прошлого столетия и долго расспрашивала о маменьке, о Николае Афанасьевиче, о Вас, повторила мне комплименты Государя на Ваш счет.
 - Это вы женитесь на моей внучатой племяннице?
 - Да, сударыня.
 - Вот как. Меня это очень удивляет, меня не известили, Наташа ничего мне об этом не писала... а теперь, когда мы породнились, надеюсь, сударь, что вы часто будете навещать меня...
Мы расстались очень добрыми друзьями.
С тех пор Пушкин часто стал посещать Загряжскую, он любил слушать её воспоминания. Девять таких рассказов, записанных со слов старухи, вошло в его сборник «Застольные беседы».
Близкий друг Пушкина Павел Воинович Нащокин отмечал, что в образе старой графини из повести «Пиковая дама» помимо княгини Н. П. Голицыной нашли воплощение черты Натальи Кирилловны Загряжской. Пушкин признавался Нащокину, что в образе графини:
Ему легче было изобразить Загряжскую, чем Голицыну, у которой характер и привычки были сложнее.

## Последние годы

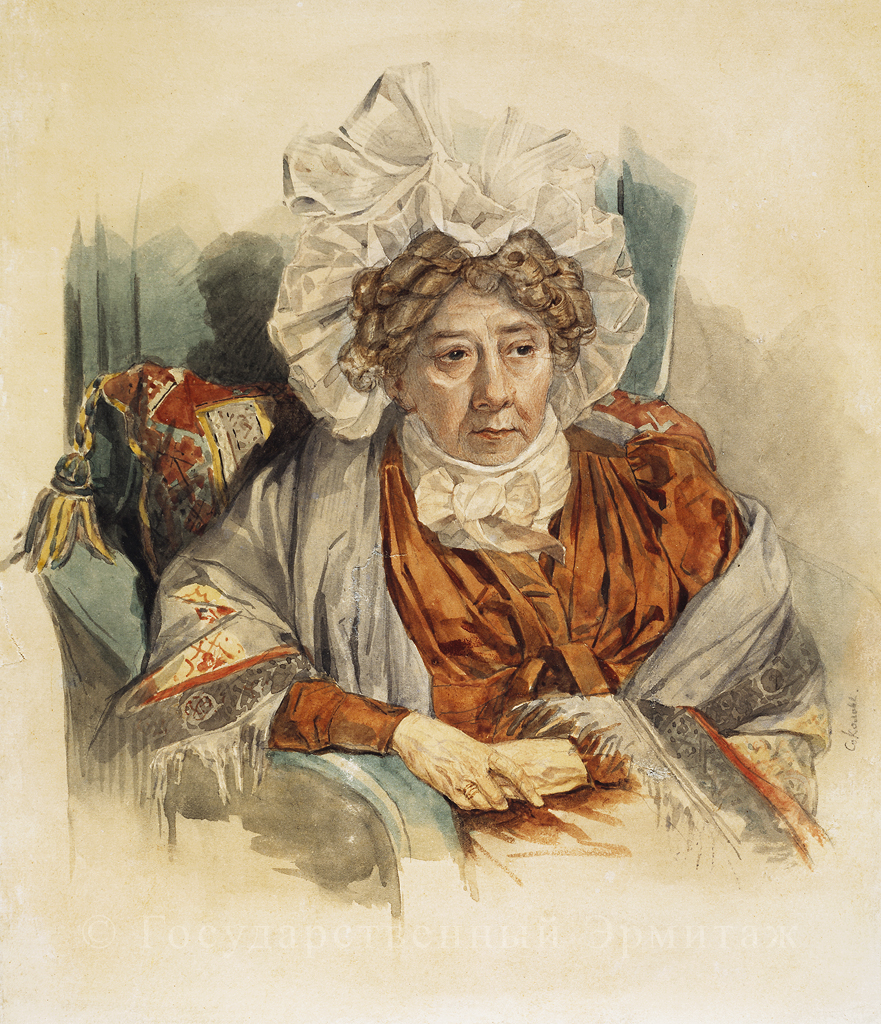
Н. К. Загряжская. Акварель П. Ф. Соколова, 1821

Пережившая целый ряд исторических эпох, Наталья Кирилловна представляла собой интересный тип; по словам князя Вяземского:
...Не чуждая современности, она, как представительница времени и царствования, давно прошедших, сохраняла отпечаток своей старины.

Сафонович, посещавший её в тридцатых годах, рассказывал:
Ей было уже более восьмидесяти лет, но она сохраняла умственные способности. Каждый вечер собиралось к ней множество посетителей для составления её партии в бостон или просто посидеть и встретиться со знакомыми, но главнейшее повидаться с кн. Кочубеем, человеком нужным. В числе гостей бывали у неё все важные и известные люди того времени. Старушка играла в карты очень дурно и всегда проигрывала, но игра сделалась её потребностью. После игры оставались у ней ужинать. После ужина нельзя было тотчас расходиться; надобно было еще посидеть некоторое время. Пока старушка не кончит своего пасьянса. Она не любила рано ложиться спать и удерживала своих гостей как можно долее…
Долли Фикельмон в 1833 году записала в своем дневнике, описывая бал у Кочубеев по поводу окончания масленицы:
Появление Императрицы в зале напомнило сказку о феях. Она была еще красивее, чем всегда, истинная роза, и солнечный луч, танцуя, струился над ней, а рядом, опираясь на трость, шагала старая мадам Загряжская -, всем видом напоминая тысячелетнюю фею или, по крайней мере, Бабу Ягу.
Загряжская отлично сохранила своё здоровое сложение, которое начало ослабевать на 90-м году жизни, когда зрение стало ей изменять, и она потеряла сон, но она не изменяла своего образа жизни и за день до кончины в последний раз вышла в гостиную, наполненную родными и знакомыми, и сыграла ещё в бостон. 
 Умерла Наталья Кирилловна Загряжская 19 (31) марта 1837 года и похоронена в Александро-Невской лавре. 

А. И. Тургенев писал:
Вчера скончалась в 7 ч. вечера Н.К.Загряжская, только 3-го дня ввечеру не принимала она и не играла в карты; еще одной свидетельницы давно прошедшего не стало. Оригинальный ум и доброта сердца: забавляясь картами - умела находить пищу для доброго сердца, откладывая часть выигрышей бедным .

## Адреса в Санкт-Петербурге
- 1749—1781 — набережная реки Мойки, 48
- 1819—1837 — набережная реки Фонтанки, 16.